# Bono (Italien)
 For alternative betydninger, se Bono (flertydig). (Se også artikler, som begynder med Bono)
Bono (sardisk: Bòno) er en by og en kommune (comune) i provinsen Sassari i regionen Sardinien i Italien. Byen ligger i 540 meters højde og har 3.546 indbyggere (2016). Kommunen har et areal på 74,54 km² og grænser til kommunerne Anela, Benetutti, Bonorva, Bottidda, Bultei, Nughedu San Nicolò, Oniferi og Orotelli.